# Zlatý míč 2003
Zlatý míč za rok 2003 získal český fotbalista ve službách Juventusu Pavel Nedvěd. Stal se tak po Josefu Masopustovi druhým českým hráčem, kterému se této pocty dostalo.

## Pořadí
| Pořadí | Hráč                 | Národnost   | Klub                                       | Body |
| ------ | -------------------- | ----------- | ------------------------------------------ | ---- |
| 1      | Pavel Nedvěd         | Česko       | Juventus                                   | 190  |
| 2      | Thierry Henry        | Francie     | Arsenal                                    | 128  |
| 3      | Paolo Maldini        | Itálie      | AC Milan                                   | 123  |
| 4      | Andrij Ševčenko      | Ukrajina    | AC Milan                                   | 67   |
| 5      | Zinédine Zidane      | Francie     | Real Madrid                                | 64   |
| 6      | Ruud van Nistelrooy  | Nizozemsko  | Manchester United                          | 61   |
| 7      | Raúl González        | Španělsko   | Real Madrid                                | 32   |
| 8      | Roberto Carlos       | Brazílie    | Real Madrid                                | 27   |
| 9      | Gianluigi Buffon     | Itálie      | Juventus FC                                | 19   |
| 10     | David Beckham        | Anglie      | Manchester United / Real Madrid            | 17   |
| 11     | Ronaldo              | Brazílie    | Real Madrid                                | 11   |
| 12     | Henrik Larsson       | Švédsko     | Celtic FC                                  | 6    |
| 13     | Alessandro Del Piero | Itálie      | Juventus FC                                | 4    |
| 13     | Dida                 | Brazílie    | AC Milan                                   | 4    |
| 13     | Roy Makaay           | Nizozemsko  | Deportivo de La Coruña / FC Bayern Mnichov | 4    |
| 13     | Alessandro Nesta     | Itálie      | AC Milan                                   | 4    |
| 13     | Deco                 | Portugalsko | FC Porto                                   | 4    |
| 18     | Nihat Kahveci        | Turecko     | Real Sociedad                              | 3    |
| 18     | Francesco Totti      | Itálie      | AS Roma                                    | 3    |
| 20     | Zlatan Ibrahimović   | Švédsko     | AFC Ajax                                   | 2    |
| 20     | Michael Ballack      | Německo     | FC Bayern Mnichov                          | 2    |
| 22     | Filippo Inzaghi      | Itálie      | AC Milan                                   | 1    |
| 22     | Jan Koller           | Česko       | Borussia Dortmund                          | 1    |
| 22     | Adrian Mutu          | Rumunsko    | Parma FC / Chelsea FC                      | 1    |
| 22     | Ronaldinho           | Brazílie    | Paris SG / FC Barcelona                    | 1    |
| 22     | Francesco Toldo      | Itálie      | Internazionale                             | 1    |

Dalších 24 hráčů bylo nominováno, ale neobdrželo žádný hlas:
- Pablo Aimar
- Sol Campbell
- Iker Casillas
- Cristian Chivu
- Samuel Eto'o
- Luís Figo
- Giovane Élber
- Ludovic Giuly
- Oliver Kahn
- Patrick Kluivert
- Darko Kovačević
- Claude Makélélé
- Michael Owen
- Pauleta
- Robert Pirès
- Míchel Salgado
- Paul Scholes
- Lilian Thuram
- Hatem Trabelsi
- David Trézéguet
- Patrick Vieira
- Christian Vieri
- Sylvain Wiltord
- Gianluca Zambrotta